# فلورا غوميز
فلورا غوميز (بالبرتغالية: Flora Gomes‏) مخرج أفلام من غينيا بيساو. ولد في كاديك، في 31 ديسمبر 1949. بعد المدرسة الثانوية في كوبا، قرر دراسة السينما في المعهد الكوبي للفنون والتصوير السينمائي في هافانا.
بعد أربعة عشر عامًا من الاستقلال، كان فيلمه مورتو نيغا (Mortu Nega) الذي أخرجه سنة 1988 أول فيلم روائي خيالي وثاني فيلم روائي طويل يتم إنتاجه في غينيا بيساو. (أول فيلم روائي طويل كان "N'tturudu" للمخرج أومبان أوكست عام 1987). في 1989، حاز الفيلم على جائزة  أومارو غاندا.
في عام 1992، أخرج غوميز  فيلم (Udju Azul di Yonta)، الذي عُرض في قسم جائزة نظرة ما في مهرجان كان السينمائي عام 1992.

## مسيرته
وُلد غوميز لأبوين أميين، وكطفل كافح ضد قيود وضعه الاجتماعي واضطهاد النظام الاستعماري البرتغالي تحت حكم أنطونيو سالازار. كان غوميز من داعمي المقاومة الوطنية ضد الاستعمار، وأبدى إعجابه الكبير بأميلكار كابرال. غادر غينيا بيساو لدراسة السينما في كوبا (1972) في المعهد الكوبي للفنون والتصوير السينمائي تحت إشراف سانتياغو ألفاريز. تابع دراسته في السنغال، في المجلة السنغالية لأخبار الصور المتحركة، تحت إشراف بولين سومانو فييرا. كما شارك في إخراج فيلمين مع سيرجيو بينا وعمل كمساعد مع كريس ماركر وأنيتا فرنانديز.
عند عودته إلى غينيا بيساو بعد الاستقلال، صور غوميز حفل استقلال بلاده (24 سبتمبر 1974)، محققًا رغبة أميلكار كابرال في أن يكون مواطنو غينيا بيساو هم أنفسهم يصورون هذه اللحظة التاريخية في الفيلم. بعد التحرر من الحكم الاستعماري، زار غينيا بيساو العديد من المراسلين والمخرجين التقدميين وكان غوميز، نظرًا لمعرفته بالسينما، مطلوبًا بشدة لمساعدتهم، مما سمح له بتوسيع مهاراته. في نهاية السبعينيات، عمل مصورًا في وزارة الإعلام.
بعد أن أخرج أول الأفلام الوثائقية التاريخية، صور غوميز فيلمه الطويل الأول، مورتو نيغا، في عام 1987. يصور الفيلم النضال من أجل الاستقلال وتحديات سنوات ما بعد الاستقلال الأولى في غينيا بيساو. تم عرض الفيلم في العديد من المهرجانات السينمائية الدولية ولفت جوميز انتباه المعلقين والنقاد. تم استقباله بشكل خاص في فرنسا، مما مكنه في السنوات اللاحقة من جذب التمويل لإنتاج أفلام جديدة. في عام 2000، تم توشيحه في فرنسا بلقب وسام الفنون والآداب الفرنسي.

## أعماله
- 1976 - O Regresso de Cabral (فيلم وثائقي قصير)
- 1977 - A Reconstrução ، بالاشتراك مع Sergio Pina (فيلم وثائقي متوسط الطول)
- 1978 - Anos no Oça Luta، من إخراج سيرجيو بينا (فيلم وثائقي قصير)
- 1987 - مورتو نيغا
- 1992 - Udju Azul di Yonta
- 1994 - A máscara (فيلم وثائقي قصير)
- 1996 - Po di Sangui
- 2002 - Nha Fala
- 2007 - As duas faces da Guerra ، إخراج مشترك مع Diana Andringa (فيلم وثائقي طويل)

## الجوائز والإنجازات[7]

### 1988
فاز مورتو نيغا بـ:
- التانيت البرونزي بمهرجان قرطاج السينمائي
- جائزة أحسن ممثلة في مهرجان قرطاج السينمائي
- جائزة أفضل فيلم وممثلة في المهرجان الأفريقي للسينما والتلفزيون في واغادوغو (فيسباكو)

### 1992
فاز Udju Azul di Yonta بـ:
- التانيت البرونزي بمهرجان قرطاج السينمائي
- جائزة منظمة الوحدة الأفريقية في مهرجان قرطاج السينمائي
- جائزة أحسن ممثلة في فيسباكو
- جائزة لجنة التحكيم الخاصة في مهرجان سالونيكا السينمائي (اليونان)

### 1994
- حاز على  وسام الاستحقاق للثقافة من الحكومة التونسية.
- عُيّنَ عضوا في لجنة التحكيم الرئيسية في مهرجان قرطاج السينمائي.

### 1996
- مُنح وسام الفنون والآداب الفرنسي من قبل الحكومة الفرنسية.
- فاز فيلمه (Po di Sangui) بجائزة التانيت الفضية في مهرجان قرطاج السينمائي

### 2002
فاز Nha fala بـ:
- فاز بالجائزة العالمية التي تمنحها البورصة الفرنسية لأفضل فيلم من الجنوب.
- كما فاز أيضا بجائزة أفضل فيلم لاتيني في مهرجان البندقية السينمائي غير الرسمي.
- فاز بجائزة المدينة في مهرجان أميان السينمائي الدولي (فرنسا).
- تم تكريم فلورا غوميز في البرتغال من قبل مجتمع بيساو غينيا لخدماته في جعل ثقافة غينيا بيساو معروفة في جميع أنحاء العالم.

### 2003
فاز Nha fala بـ:
- فاز بالجائزة الكبرى في مهرجان (Vie d'Afrique) في مونتريال .
- فاز بالجائزة الكبرى عن فيلم روائي طويل في فيسباكو، من لجنة التحكيم الموازية للمجموعة الاقتصادية لدول غرب إفريقيا

### 2004
- فلورا غوميز كان عضوا في لجنة التحكيم في مهرجان أميان السينمائي الدولي.

### 2005
- تم اختياره رئيسًا للجنة تحكيم المجموعة الاقتصادية لدول غرب إفريقيا في فيسباكو.
- تم تكريمه من قبل جامعة لشبونة وحصل على ميدالية احتفاء بعالمية أعماله.
- كان أحد أعضاء اللجنة في مهرجان جامعة براون السينمائي الأفريقي الثاني.

### 2006
- كان أستاذا زائرا في قسم دراسات أفريكانا بجامعة براون.

## روابط خارجية
- فلورا غوميز على موقع IMDb (الإنجليزية)
- فلورا غوميز على موقع ألو سيني (الفرنسية)
- فلورا غوميز على موقع أول موفي (الإنجليزية)
- فلورا غوميز على موقع قاعدة بيانات الفيلم (الإنجليزية)
- فلورا غوميز على موقع كينوبويسك (الروسية)